# Ariston (genre)
Pour les articles homonymes, voir Ariston.
Genre
Ariston est un genre d'araignées aranéomorphes de la famille des Uloboridae.

## Distribution
Les espèces de ce genre se rencontrent au Mexique, en Amérique centrale et au Brésil.

## Liste des espèces
Selon World Spider Catalog (version 16.0, 17/03/2015) :
- Ariston aglasices Salvatierra, Tourinho & Brescovit, 2014
- Ariston albicans O. Pickard-Cambridge, 1896
- Ariston aristus Opell, 1979
- Ariston mazolus Opell, 1979
- Ariston spartanus Salvatierra, Tourinho & Brescovit, 2014

## Publication originale
- O. Pickard-Cambridge, 1896 : Arachnida. Araneida. Biologia Centrali-Americana, Zoology. London, vol. 1, p. 161-224 (texte intégral).